# Chmeľovec
Chmeľovec je obec na Slovensku v okrese Prešov. Žije zde 449 obyvatel. První písemná zmínka o obci pochází z roku 1251. V obci se nachází evangelický kostel ze 13. století, vystavěný v románském slohu.
V obci stojí i katolický Kostel Nanebevzetí Panny Marie z roku 1764, rozšířený v roce 1922.

## Fotografie

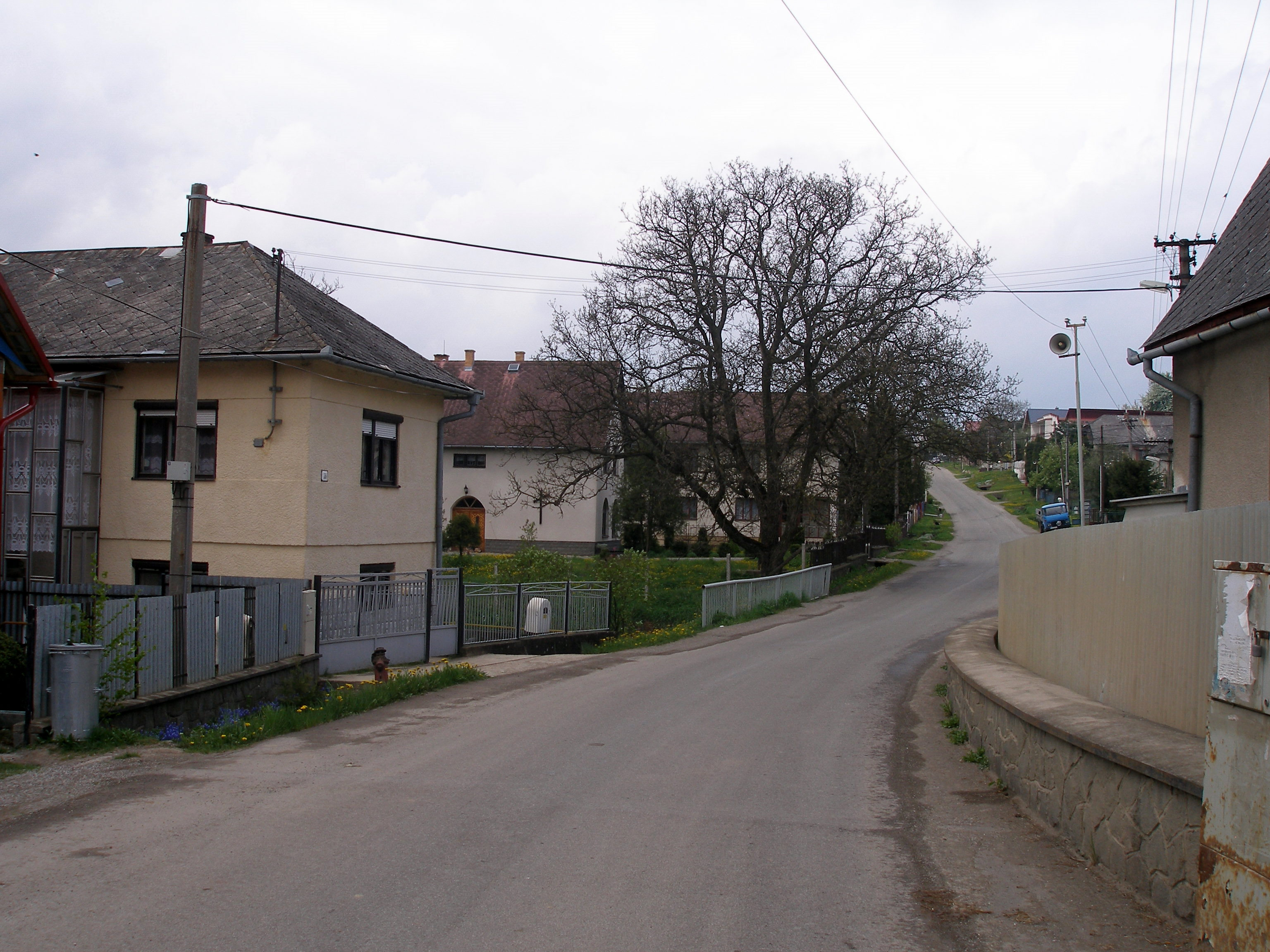
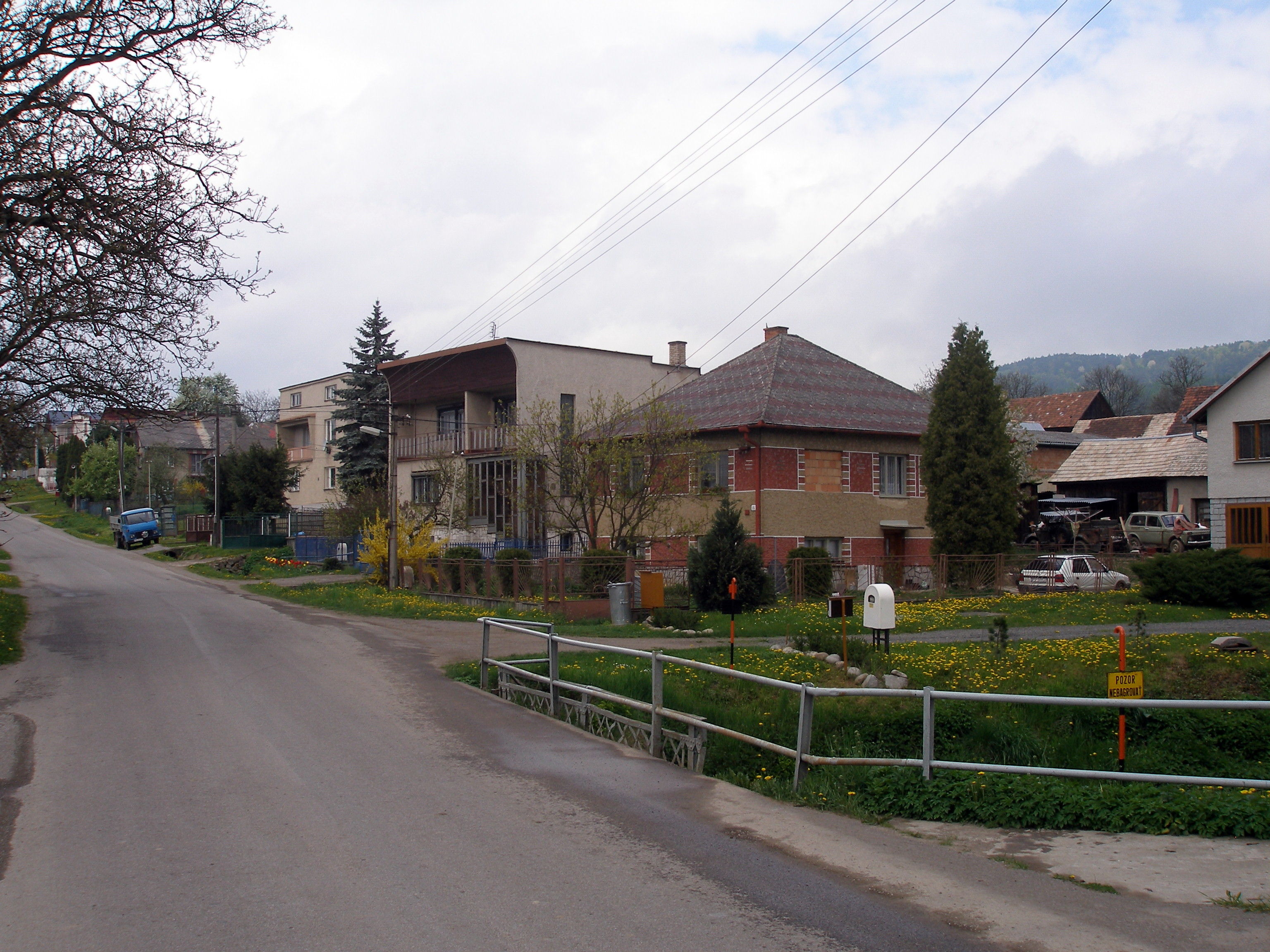
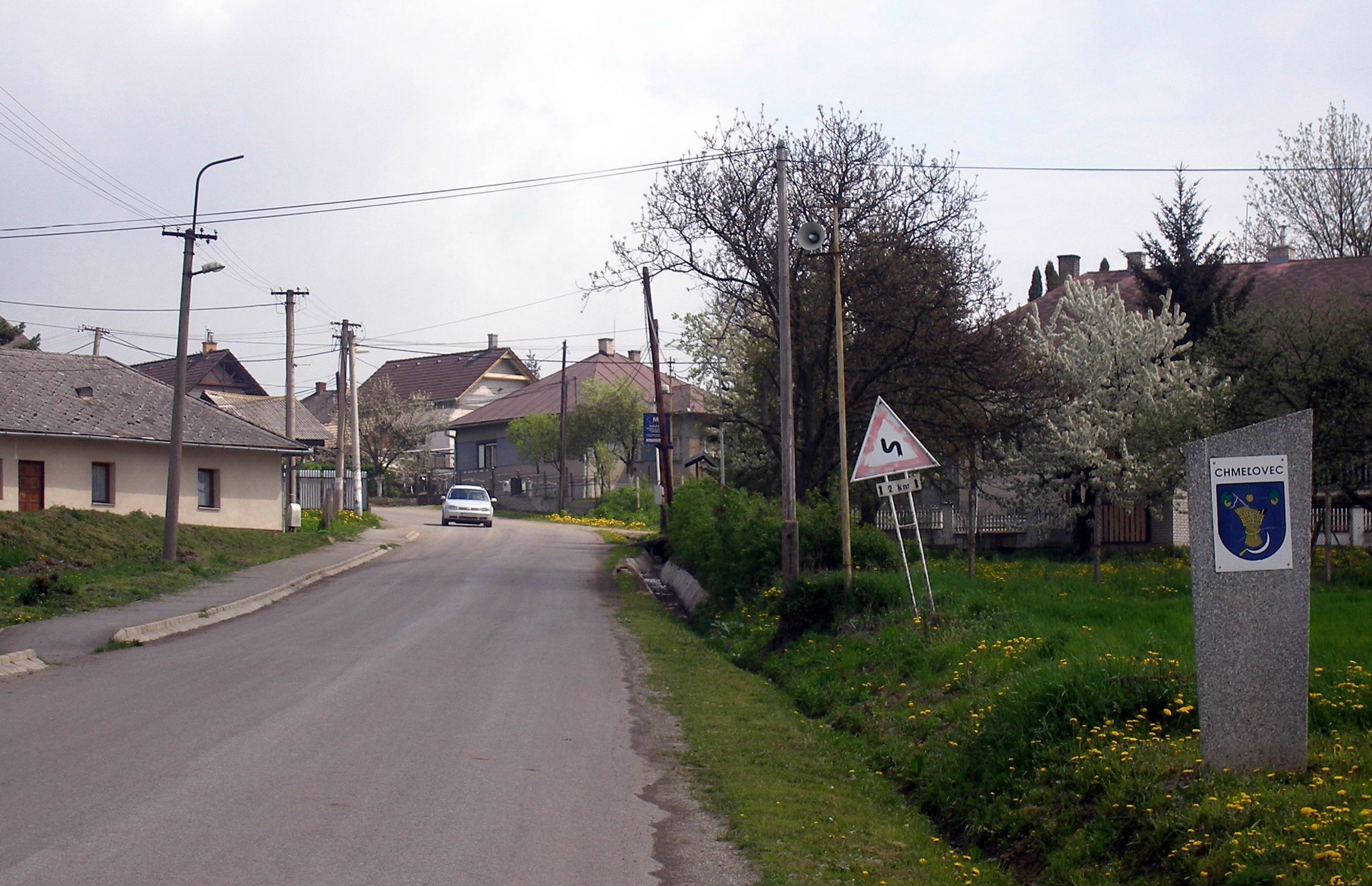